# Пожар на заводе двигателей КАМАЗа
Пожар на заводе двигателей КАМАЗа — чрезвычайное происшествие, случившееся 14 апреля 1993 года на территории Камского автомобильного завода (Набережные Челны, Татарстан, Россия).
Журнал «Коммерсантъ Власть» спустя две недели после пожара так описывал его последствия:

Одной искры, пробившей кабель на Камском автомобильном заводе, хватило, чтобы на год, а то и больше вывести из состояния равновесия всю автомобильную промышленность СНГ. В результате пожара, спалившего завод двигателей АО «КамАЗ», под угрозой оказалась работа большинства автомобилестроительных предприятий России, Украины, Минского автомобильного завода — все они получали дизели с КамАЗа. Официальных данных о прямых потерях завода пока нет. По оценкам, на восстановление завода потребуется несколько лет и сотни миллиардов рублей. Масштабы же косвенного ущерба, по мнению специалистов, сравнимы с Чернобыльской катастрофой.

## Предыстория
Ещё в 1973 году после пожаров, произошедших на Житомирском заводе строительных конструкций (1972) и на Бухарском хлопчатобумажном комбинате (1973), МВД СССР дважды информировало Совет министров СССР о недопустимости строительства зданий больших площадей с использованием пенополистирола, однако к тому времени 80 % кровли завода двигателей КАМАЗа уже было завершено.

## Пожар
14 апреля 1993 года в 18:41 главная понизительная подстанция ГПП-14 зафиксировала отключение кабеля резервного питания, подключённого к ГПП-12, которая располагалась внутри завода двигателей. Непосредственной причиной пожара, как выявило расследование, было короткое замыкание в кабельной линии ГПП-12. Возникшее пламя прожгло стальную броню кабелей, воспламенив изоляцию. Минут через 17-20 огонь по вертикальной трассе вышел на кровлю.
Ситуацию усугубило то, что на заводе днем прошли учения по гражданской обороне и люди не реагировали на шум от взрыва. Также была отключена система пожаротушения из-за ложных срабатываний датчиков.
Первый автомобиль быстрого реагирования прибыл в 19:04. Через час были созданы 9 боевых участков, использовалось около 30 лафетных и переносных стволов. В помощь пожарным прибыл полк гражданской обороны. К 21:31 вся кровля более чем километровой длины корпуса была охвачена пожаром. До 22:37 прибывали пожарные подразделения соседних гарнизонов (Нижнекамска, Альметьевска, Елабуги).
Пожар в надземной части производственного корпуса и на кровле был ликвидирован 15 апреля в 11:00, тушение горящего масла в подвале продолжалось до 19 апреля.
Полностью пожар был ликвидирован 21 апреля. Было спасено 50 % оборудования, 85 % колонн и 40 % наружных стен. Производственный корпус завода площадью 420 тыс. м² был выведен из строя.

## Восстановление
Благодаря поддержке правительства Российской Федерации и Татарстана уже 6 декабря 1993 года была сделана первая закладка двигателя из новых деталей. Первый после пожара двигатель КАМАЗ-7405 был собран 2 апреля 1994 года. 24 декабря 1996 года состоялся митинг, посвящённый пуску главного конвейера сборки двигателей после его восстановления.
Практически 54 тысячи работников остались без работы. Город взял на себя содержание детских садов, школ, жилья, дорог, коммунальных сетей и прочего, что раньше находилось на балансе КАМАЗа. На восстановление завода ушло более пяти лет.